# Why’d You Only Call Me When You’re High?
Why’d You Only Call Me When You’re High? – trzeci singiel brytyjskiej grupy indierockowej Arctic Monkeys pochodzący z piątego albumu studyjnego AM. Utwór pojawił się nieoficjalnie na portalu YouTube oraz portalach społecznościowych 29 lipca 2013 roku. Singiel wydano 11 sierpnia 2013 roku.
18 sierpnia 2013 roku utwór Why’d You Only Call Me When You’re High? zadebiutował na ósmej pozycji brytyjskiej listy UK Singles Chart, tym samym będąc pierwszym singlem debiutującym w pierwszej dziesiątce od czasu Fluorescent Adolescent w 2007 roku. Utwór Stop the World I Wanna Get Off with You samodzielnie uplasował się na 74 miejscu UK Singles Chart 8 września 2013 roku.
30 sierpnia 2013 roku piosenka Stop the World I Wanna Get Off with You została opublikowana na oficjalnym kanale zespołu na portalu YouTube. Ryan Reed z magazynu Rolling Stone nazwał ten utwór „zmysłową stroną B” oraz „smutnym rockowcem”.

## Teledysk
Teledysk do tytułowego utworu został wyreżyserowany przez Nabila Elderkina. Nagrywanie klipu rozpoczęto w lipcu 2013 roku. Został on opublikowany 10 sierpnia 2013 roku. Wideoklip przedstawia Alexa Turnera, Jamiego Cooka, Nicka O’Malleya oraz Matta Heldersa w pubie „Howl at the Moon” przy ulicy Hoxton Street we wschodnim Londynie. W tle można usłyszeć piosenkę Do I Wanna Know?. Zmęczony Alex wysyła wiele wiadomości SMS na temat spotkania do dziewczyny o imieniu Stephanie, którą zagrała Lamie Stewart. Nie otrzymuje odpowiedzi. Po wyjściu z pubu idzie przez miasto i ma halucynacje. W końcu dobija się omyłkowo do obcego domu, sąsiadującego z domem Stephanie. Następnie pokazana jest dziewczyna w swoim domu odbierającą wiadomości. Decyduje się ona na zignorowanie wszystkich smsów.

## Lista utworów
CD, digital download (wersja nr 1)
| Nr | Tytuł utworu                               | Długość |
| -- | ------------------------------------------ | ------- |
| 1. | „Why’d You Only Call Me When You’re High?” | 2:41    |

7" winyl, digital download (wersja nr 2)
| Nr | Tytuł utworu                               | Długość |
| -- | ------------------------------------------ | ------- |
| 1. | „Why’d You Only Call Me When You’re High?” | 2:41    |
| 2. | „Stop the World I Wanna Get Off with You?” | 3:11    |

## Skład
- Alex Turner – wokal, gitara
- Jamie Cook – gitara
- Nick O’Malley – gitara basowa, wokal
- Matt Helders – perkusja, wokal
- James Ford – keyboard

## Listy przebojów
| Lista                                  | Najwyższa pozycja |
| -------------------------------------- | ----------------- |
| Belgia (Ultratop 50 Singles (Walonia)) | 99                |
| Belgia (Ultratop 50 (Flandria))        | 54                |
| Irlandia (IRMA)                        | 33                |
| Szkocja (The Official Charts Company)  | 7                 |
| Wielka Brytania (UK Singles Chart)     | 8                 |
| Wielka Brytania (UK Indie Chart)       | 1                 |

## Oceny
| Recenzent     | Ocena  |
| ------------- | ------ |
| Evening Times | [ 17 ] |
| Rolling Stone | [ 18 ] |

## Historia wydania
| Państwo         | Data             | Format                                   | Wytwórnia |
| --------------- | ---------------- | ---------------------------------------- | --------- |
| Wielka Brytania | 11 sierpnia 2013 | CD, digital download                     | Domino    |
| Wielka Brytania | 2 września 2013  | 7" winyl, digital download (ze stroną B) | Domino    |